# Сеймерре
Сеймерре (перс. سیمره‎) — одна из западных рек Ирана. Один из истоков Керхе. Длина реки — 417 км. Высота истока 1218 м, устья — 520 м.
Начинается в провинции Керманшах слиянием Гамасиаба и Карасу юго-восточнее столицы провинции. Затем, после присоединения к ней реки Кара-Су и орошения равнины Керманшах, в провинциях Керманшах и Лурестан к реке присоединяются притоки Дере-Ганджуван, Миянкух, Бедавер, Гомбедруд, Денли, Джезманруд. На этом участке у реки Сеймерре глубокое каменистое русло; она продолжает свой путь в подножии хребта Кебир-Кух. Затем в неё впадают притоки Кашкан, Заль, Газальруд, Харв, Хорремабад, и она оказывается в глубоком ущелье, а русло её становится узким. Около моста «Пол-е танг» река образует водопад высотою в 43 м и шириной в 3 м. Затем, продолжая своё течение, эта река пересекает остан Илам, после чего в неё втекают притоки Ченаре, Абе-Ширван, Абе-Сиах, Танге-Эшудер и она устремляется к Хузестанской долине. Сливаясь с Кешганрудом образует реку Керхе.
Река Сеймерре — самая важная, крупная и полноводная река провинции Луристан. Арабы называли этот регион Сеймерре, название реки же произошло от региона. Первоначально эта местность называлась Мехрганкаде, а река была известна как Авкани и Хавап или Хавасп.